# Història de la teoria quàntica de camps

Un diagrama de Feynman que mostra la radiació d'un gluó quan s'aniquilen un electró i un positró.

En la física de partícules, la història de la teoria quàntica de camps comença amb la seva creació per Paul Dirac, quan va intentar quantificar el camp electromagnètic a finals dels anys vint. Els grans avenços en la teoria es van fer als anys 40 i 50, que van portar a la introducció de l'electrodinàmica quàntica renormalitzada (QED). La teoria de camp darrere de QED va ser tan precisa i reeixida en les prediccions que es van fer esforços per aplicar els mateixos conceptes bàsics per a les altres forces de la natura. A partir de 1954, el paral·lel es va trobar a través de la teoria gauge, que va conduir a finals dels anys setanta als models de camp quàntics de força nuclear forta i força nuclear feble, units en el model estàndard modern de la física de partícules.
Fins ara, els esforços per descriure la gravetat utilitzant les mateixes tècniques han fracassat. L'estudi de la teoria quàntica de camps encara està florint, així com les aplicacions dels seus mètodes a molts problemes físics. Continua sent una de les àrees més vitals de la física teòrica actual, proporcionant un llenguatge comú a diverses branques diferents de la física.

## Evolucions primerenques
La teoria quàntica de camps es va originar a la dècada de 1920 a partir del problema de crear una teoria mecànica quàntica del camp electromagnètic. En particular, de Broglie l'any 1924 va introduir la idea d'una descripció ondulatòria dels sistemes elementals de la següent manera: "en aquest treball partim del supòsit de l'existència d'un determinat fenomen periòdic de caràcter encara per determinar, que és el de s'atribuirà a totes i cadascuna de les parcel·les energètiques aïllades".
El 1925, Werner Heisenberg, Max Born i Pascual Jordan van construir aquesta teoria expressant els graus de llibertat interns del camp com un conjunt infinit d'oscil·ladors harmònics i, aleshores, utilitzant el procediment de quantificació canònica per a aquests oscil·ladors; el seu article es va publicar el 1926. Aquesta teoria suposava que no hi havia càrregues o corrents elèctrics presents i avui s'anomenaria teoria de camp lliure.
La primera teoria raonablement completa de l'electrodinàmica quàntica, que incloïa tant el camp electromagnètic com la matèria carregada elèctricament com a objectes de mecànica quàntica, va ser creada per Paul Dirac el 1927. Aquesta teoria quàntica de camps es podria utilitzar per modelar processos importants com l'emissió d'un fotó per part d'un electró que cau a un estat quàntic de menor energia, un procés en què el nombre de partícules canvia : un àtom en l'estat inicial es converteix en un àtom més. un fotó en estat final. Ara s'entén que la capacitat de descriure aquests processos és una de les característiques més importants de la teoria quàntica de camps.
El darrer pas crucial va ser la teoria de la desintegració β d'Enrico Fermi (1934). En ell, es va demostrar que la no conservació de les espècies de fermions es va seguir a partir de la segona quantificació: la creació i l'aniquilació de fermions van passar a un primer pla i es va veure que la teoria quàntica de camps descrivia desintegracions de partícules. (L'avenç de Fermi va ser una mica prefigurat en els estudis abstractes dels físics soviètics, Viktor Ambartsumian i Dmitri Ivanenko, en particular la hipòtesi Ambarzumian-Ivanenko de la creació de partícules massives (1930). La idea era que no només els quants del camp electromagnètic, els fotons, sinó també altres partícules podrien sorgir i desaparèixer com a resultat de la seva interacció amb altres partícules).

## Incorporació de la relativitat especial
havia sorgit de l'estudi de l'electromagnetisme clàssic. Aquesta necessitat d'unir la relativitat i la mecànica quàntica va ser la segona gran motivació en el desenvolupament de la teoria quàntica de camps. Pascual Jordan i Wolfgang Pauli van demostrar el 1928 que es podien fer que els camps quàntics es comportessin de la manera prevista per la relativitat especial durant les transformacions de coordenades (específicament, van demostrar que els commutadors de camp eren invariants de Lorentz ). Un impuls més per a la teoria quàntica de camps va venir amb el descobriment de l'equació de Dirac, que es va formular i interpretar originalment com una equació d'una partícula anàloga a l'equació de Schrödinger, però a diferència de l'equació de Schrödinger, l'equació de Dirac satisfà tant la invariància de Lorentz, que és a dir, els requisits de la relativitat especial i les regles de la mecànica quàntica. L'equació de Dirac va acomodar el valor de spin-1/2 de l'electró i va tenir en compte el seu moment magnètic a més de donar prediccions precises per als espectres de l'hidrogen.
Tanmateix, l'intent d'interpretació de l'equació de Dirac com una equació d'una partícula única no es va poder mantenir durant molt de temps, i finalment es va demostrar que es podien donar sentit a diverses de les seves propietats indesitjables (com ara els estats d'energia negativa) reformulant i reinterpretant el L'equació de Dirac com a equació de camp real, en aquest cas per al "camp de Dirac" quantificat o el "camp electrònic", amb les "solucions d'energia negativa" apuntant a l'existència d'antipartícules. Aquest treball va ser realitzat primer pel mateix Dirac amb la invenció de la teoria del forat el 1930 i per Wendell Furry, Robert Oppenheimer, Vladimir Fock i altres. Erwin Schrödinger, durant el mateix període en què va descobrir la seva famosa equació el 1926, també va trobar de manera independent la generalització relativista d'aquesta coneguda com l'equació de Klein-Gordon, però la va descartar ja que, sense espín, va predir propietats impossibles per a l'espectre de l'hidrogen.. (Vegeu Oskar Klein i Walter Gordon). Es diu que totes les equacions d'ona relativistes que descriuen partícules d'espín zero són del tipus Klein-Gordon.

## Segona quantificació
El tercer fil conductor en el desenvolupament de la teoria quàntica de camps va ser la necessitat de manejar les estadístiques de sistemes de moltes partícules de manera coherent i amb facilitat. El 1927, Pascual Jordan va intentar estendre la quantificació canònica de camps a les funcions d'ona de molts cossos de partícules idèntiques utilitzant un formalisme que es coneix com a teoria de transformació estadística; aquest procediment s'anomena ara segona quantificació. A Dirac també se li atribueix la invenció, i qui va introduir les idees clau en un article de 1927. El 1928, Jordan i Eugene Wigner van trobar que el camp quàntic que descrivia els electrons, o altres fermions, s'havia d'ampliar utilitzant operadors de creació i aniquilació antidesplaçament a causa del principi d'exclusió de Pauli (vegeu la transformació de Jordan-Wigner). Aquest fil de desenvolupament es va incorporar a la teoria de molts cossos i va influir fortament en la física de la matèria condensada i la física nuclear.

## Electrodinàmica quàntica
El primer enfocament que va donar els seus fruits es coneix com a "representació d'interacció" (vegeu l'article Interaction picture), una generalització de la teoria de pertorbacions dependents del temps covariant i gauge de Lorentz utilitzada en mecànica quàntica ordinària, i desenvolupada per Tomonaga i Schwinger, generalitzant els esforços anteriors de Dirac, Fock i Boris Podolsky. Tomonaga i Schwinger van inventar un esquema relativísticament covariant per representar commutadors de camp i operadors de camp intermedis entre les dues representacions principals d'un sistema quàntic, les representacions de Schrödinger i Heisenberg. Dins d'aquest esquema, els commutadors de camp en punts separats es poden avaluar en termes d'operadors de creació i aniquilació de camps "nus". Això permet fer un seguiment de l'evolució temporal tant dels valors "nus" com dels "renormalitzats", o pertorbats, de l'Hamiltonià i ho expressa tot en termes d'equacions de camp "nues" invariants de gauge acoblades. Schwinger va donar la formulació més elegant d'aquest enfocament. El següent i més famós desenvolupament es deu a Richard Feynman, amb les seves brillants regles per assignar un "gràfic"/"diagrama" als termes de la matriu de dispersió (vegeu la matriu S i els diagrames de Feynman). Aquests corresponien directament (a través de l'equació de Schwinger-Dyson) als processos físics mesurables (seccions transversals, amplituds de probabilitat, amplades de decadència i temps de vida dels estats excitats) que cal poder calcular. Això va revolucionar com es porten a terme els càlculs de la teoria quàntica de camps a la pràctica.
Dos llibres de text clàssics de la dècada de 1960, James D. Bjorken, Sidney David Drell, Relativistic Quantum Mechanics (1964) i JJ Sakurai, Advanced Quantum Mechanics (1967), van desenvolupar a fons les tècniques d'expansió de gràfics de Feynman utilitzant mètodes físics intuïtius i pràctics arran de el principi de correspondència, sense preocupar-se dels aspectes tècnics implicats en derivar les regles de Feynman de la superestructura de la pròpia teoria quàntica de camps. Tot i que l'estil heurístic i pictòric de Feynman per tractar els infinits, així com els mètodes formals de Tomonaga i Schwinger, van funcionar molt bé i van donar respostes espectacularment precises, la veritable naturalesa analítica de la qüestió de la "renormalització", és a dir, si QUALSEVOL teoria formulada com una "teoria de camps quàntics" donaria respostes finites, no es va elaborar fins molt més tard, quan la urgència d'intentar formular teories finites per a les interaccions fortes i electro-febles (i gravitatòries) va exigir la seva solució.
La renormalització en el cas de QED va ser en gran manera fortuïta a causa de la petitesa de la constant d'acoblament, el fet que l'acoblament no té dimensions que impliquin massa, l'anomenada constant d'estructura fina i també la massa zero del bosó gauge implicat, el fotó, va fer manejable el comportament a petita distància/alta energia de QED. A més, els processos electromagnètics són molt "nets" en el sentit que no estan mal suprimits/amortits i/o amagats per les altres interaccions de mesura. El 1965 James D. Bjorken i Sidney David Drell van observar: "L'electrodinàmica quàntica (QED) ha aconseguit un estat de coexistència pacífica amb les seves divergències. ...".
La unificació de la força electromagnètica amb la força feble va trobar dificultats inicials a causa de la manca d'energies acceleradores prou altes per revelar processos més enllà del rang d'interacció de Fermi. A més, es va haver de desenvolupar una comprensió teòrica satisfactòria de la subestructura dels hadrons, que va culminar amb el model de quarks.
Gràcies als primers mètodes una mica de força bruta, ad hoc i heurístics de Feynman, i als mètodes abstractes de Tomonaga i Schwinger, sintetitzats elegantment per Freeman Dyson, des del període de la renormalització primerenca, la teoria moderna de l'electrodinàmica quàntica (QED) ha establert mateix. Encara és la teoria física més precisa que es coneix, el prototip d'una teoria quàntica de camps d'èxit. L'electrodinàmica quàntica és l'exemple més famós del que es coneix com a teoria de gauge abelià. Es basa en el grup de simetria U (1) i té un camp gauge sense massa, la simetria gauge U (1), que dicta la forma de les interaccions que impliquen el camp electromagnètic, sent el fotó el bosó gauge.